# Wolverines Piacenza
Gli Wolverines Piacenza sono una squadra di football americano di Piacenza.
Sono stati fondati come Cinghiali Piacenza nel 1984, 6 anni dopo che la prima squadra piacentina, nonché in assoluto prima squadra italiana, - le Pantere Rosa Piacenza - era stata portata a Milano per diventare i Rhinos; nel 1991 sono stati rinominati Nightmare Piacenza, nome sotto il quale hanno vinto due volte il SilverBowl e una volta lo Youthbowl, per poi chiudere l'attività nel 1999. Riaperti nel 2011 come Cinghiali, nel 2013 hanno assunto il nome di Wolverines. Hanno partecipato al campionato di primo livello di football americano nel 1988 e, in FIF, nel campionato primaverile del 2012.

## Storia
Nel 1984 un gruppo di giovani ragazzi fonda a Piacenza la squadra di football americano dei Cinghiali. L'anno successivo, dopo aver disputato alcune partite amichevoli, la squadra viene iscritta al campionato di Serie C, venendo inserita nel girone Ovest, terminato al quarto posto al parti dei Waves Sanremo. La stagione successiva i Cinghiali sono inseriti nel girone D della serie C, vinto con sette vittorie ed un pareggio, ottenendo la promozione in serie B nonostante l'eliminazione al primo turno dei playoff da parte dei Wasps Vigevano per 3-0 ai tempi supplementari.
Nel 1987 i cinghiali conquistano la seconda promozione consecutiva vincendo il proprio girone di serie B e conquistandosi l'accesso al campionato di serie A1 del 1988, nel quale vengono inseriti nel girone nord. Il debutto nel massimo campionato avviene in casa dei Giaguari Torino. L'annata vede i Cinghiali classificarsi all'ultimo posto del girone con una vittoria in dodici partite e la conseguente retrocessione in serie A2, campionato disputato nelle annate 1989 e 1990, prima della chiusura avvenuta nel 1991.
Nello stesso anno la squadra rinasce con la nuova denominazione di Nightmare, disputando il campionato di serie B nelle stagioni 1991 e 1992, al termine della quale arriva la promozione in serie A2. I Nightmare restano in seconda serie anche con il cambio di denominazione del torneo in Silver League: nel campionato del 1995 accedono ai playoff per la conquista del SilverBowl, venendo eliminati ai sedicesimi di finale dalla Lumberjacks Fiuggi, mentre nel biennio 1996-1997 vincono il Silverbowl, il primo anno sconfiggendo a Roma, allo stadio dei Marmi, gli Elephants Catania, mentre il secondo anno sconfiggendo in casa a Rivergaro gli Springjacks Fiuggi.
Dopo aver partecipato nel 1998 alla Winter League, l'attività agonistica viene momentaneamente sospesa per poi essere ripresa nel 1999 con la partecipazione alla Coppa Italia, conclusasi con la sconfitta in finale ad opera degli Skorpions Varese. Questo torneo segna la definitiva chiusura dei Nightmare.
Nel 2010 la società rinasce con il nome di Cinghiali disputando la Golden League FIF nel 2012. La stagione vede i piacentini classificarsi al quarto posto con sei sconfitte in sei gare; prima di essere eliminati dai Bengals Brescia nelle semifinali dei playoff.
L'esperienza dei Cinghiali termina dopo una sola stagione e nel 2013 viene fondata una nuova società, i Wolverines, che si associa alla FIDAF. Dopo un'annata passata a disputare amichevoli nel 2014 i Wolverines si iscrivono al campionato di Terza Divisione, venendo inseriti nel girone D, concluso poi al primo posto, terzo di conference. La stagione termina con l'eliminazione nelle semifinali dei playoff di conference per mano dei Red Jackets Lunigiana.
Nel 2015 i Wolverines disputano ancora la Terza Divisione, venendo inseriti nel girone E, concluso al primo posto, per poi venire eliminati nei quarti di finale dei playoff di conference dai Thunders Trento. I Wolverines compiono lo stesso percorso nella Terza Divisione 2016, terminando al primo posto il girone F ed uscendo ai quarti dei playoff di conference ad opera dei Knights Sant'Agata.
Nel 2017 i Wolverines concludono al terzo posto il girone F di Terza Divisione, venendo poi eliminati dai Thunders Trento nei quarti di finale dei play-off. L'anno successivo, inseriti nel girone E, i Wolverines terminano la regular season al secondo posto, accedendo ai play-off come wild-card e venendo subito eliminati al primo turno dalle Aquile Ferrara. Anche nel 2019 la corsa dei play-off della squadra si interrompe al primo turno dei play-off dopo l'accesso tramite wild-card, in questa occasione per mano dei Leoni Basiliano.
Dopo che il campionato 2020 viene annullato a causa della pandemia di COVID-19, nel 2021 i Wolverines terminano il girone H del Campionato Italiano Football a 9 al terzo posto, senza accedere ai play-off.

## Strutture
Fino al 2021 i Wolverines hanno disputato le proprie partite casalinghe al campo da rugby Gigi Savoia di Piacenza, utilizzando invece per gli allenamenti il campo Luigi Tadini, anch'esso situato a Piacenza. Dal 2021 la squadra condivide lo stadio comunale Walter Beltrametti con le compagini rugbystiche piacentine, Piacenza e Lyons.

## Società

### Organigramma societario
- Stefano Queirazza - Presidente
- Luca Menozzi - Segretario
- Stefano Tamellini - Tesoriere

### Settore giovanile
Dal 1989 fino al ritiro i Cinghiali e poi Nightmare Piacenza hanno partecipato al campionato nazionale Under-21, giungendo a disputare per quattro stagioni consecutive, tra il 1991 e il 1994 lo YouthBowl e vincendolo nel 1992.

## Palmarès

### Competizioni nazionali
- SilverBowl: 2

1996, 1997

### Competizioni giovanili
- YouthBowl

1992

## Statistiche

### Tornei nazionali

#### Campionato

##### Serie A1
| Stagione | regular season | regular season | regular season | regular season | regular season | regular season | playoff | playoff | playoff | playoff | playoff | playoff   | playoff    |
|          | Vin            | Par            | Per            | Tot            | PF             | PS             | Vin     | Per     | Tot     | PF      | PS      | risultato | avversaria |
| -------- | -------------- | -------------- | -------------- | -------------- | -------------- | -------------- | ------- | ------- | ------- | ------- | ------- | --------- | ---------- |
| 1988     | 1              | 0              | 11             | 12             | 54             | 333            | -       | -       | -       | -       | -       | -         | -          |
| Totale   | 1              | 0              | 11             | 12             | 54             | 333            | -       | -       | -       | -       | -       |           |            |

##### Golden League FIF
A seguito dell'ingresso di FIDAF nel CONI questo torneo - pur essendo del massimo livello della propria federazione - non è considerato ufficiale.
| Stagione | regular season | regular season | regular season | regular season | regular season | regular season | playoff | playoff | playoff | playoff | playoff | playoff   | playoff    |
|          | Vin            | Par            | Per            | Tot            | PF             | PS             | Vin     | Per     | Tot     | PF      | PS      | risultato | avversaria |
| -------- | -------------- | -------------- | -------------- | -------------- | -------------- | -------------- | ------- | ------- | ------- | ------- | ------- | --------- | ---------- |
| 2012     | 0              | 0              | 6              | 6              | 30             | 202            | -       | -       | -       | -       | -       | -         | -          |
| Totale   | 0              | 0              | 6              | 6              | 30             | 202            | -       | -       | -       | -       | -       |           |            |

##### Serie A2/B (secondo livello)/Silver League/Winter League
| Stagione | regular season | regular season | regular season | regular season | regular season | regular season | playoff | playoff | playoff | playoff | playoff | playoff                 | playoff            |
|          | Vin            | Par            | Per            | Tot            | PF             | PS             | Vin     | Per     | Tot     | PF      | PS      | risultato               | avversaria         |
| -------- | -------------- | -------------- | -------------- | -------------- | -------------- | -------------- | ------- | ------- | ------- | ------- | ------- | ----------------------- | ------------------ |
| 1987     | 7              | 0              | 1              | 8              | 128            | 43             | 0       | 1       | 1       | 0       | 6       | Secondo turno playoff   | Black Knights Rho  |
| 1989     | 7              | 0              | 1              | 8              | 167            | 104            | 1       | 1       | 2       | 31      | 36      | Sedicesimi di finale    | Etruschi Pontedera |
| 1990     | 5              | 0              | 3              | 8              | 223            | 188            | 0       | 1       | 1       | 12      | 35      | Trentaduesimi di finale | Grifoni Perugia    |
| 1993     | 1              | 1              | 7              | 9              | 62             | 184            | -       | -       | -       | -       | -       | -                       | -                  |
| 1994     | 1              | 0              | 7              | 8              | 49             | 251            | -       | -       | -       | -       | -       | -                       | -                  |
| 1995     | 5              | 1              | 1              | 7              | 118            | 39             | 0       | 1       | 1       | 14      | 20      | Sedicesimi di finale    | Lumberjacks Fiuggi |
| 1996     | 6              | 0              | 2              | 8              | 194            | 70             | 3       | 0       | 3       | 86      | 46      | Campioni                | Elephants Catania  |
| 1997     | 8              | 0              | 1              | 9              | 231            | 56             | 2       | 0       | 2       | 42      | 20      | Campioni                | Springjacks Fiuggi |
| 1998     | 4              | 0              | 4              | 8              | 136            | 163            | -       | -       | -       | -       | -       | -                       | -                  |
| Totale   | 44             | 2              | 27             | 71             | 1308           | 1098           | 6       | 4       | 10      | 185     | 163     |                         |                    |

##### Serie B (terzo livello)/C/Terza Divisione/CIF9
| Stagione | regular season | regular season | regular season | regular season | regular season | regular season | playoff | playoff | playoff | playoff | playoff | playoff              | playoff               |
|          | Vin            | Par            | Per            | Tot            | PF             | PS             | Vin     | Per     | Tot     | PF      | PS      | risultato            | avversaria            |
| -------- | -------------- | -------------- | -------------- | -------------- | -------------- | -------------- | ------- | ------- | ------- | ------- | ------- | -------------------- | --------------------- |
| 1985     | 4              | 2              | 4              | 10             | 96             | 97             | -       | -       | -       | -       | -       | -                    | -                     |
| 1986     | 7              | 0              | 1              | 8              | 184            | 9              | 0       | 1       | 1       | 0       | 3       | Quarti di finale     | Wasps Vigevano        |
| 1991     | 3              | 0              | 3              | 6              | 102            | 96             | -       | -       | -       | -       | -       | -                    | -                     |
| 1992     | 2              | 0              | 6              | 8              | 122            | 182            | -       | -       | -       | -       | -       | -                    | -                     |
| 2014.    | 5              | 0              | 1              | 6              | 147            | 52             | 1       | 1       | 2       | 10      | 62      | Quarti di finale     | Red Jackets Lunigiana |
| 2015.    | 5              | 0              | 1              | 6              | 150            | 67             | 0       | 1       | 1       | 14      | 16      | Quarti di conference | Thunders Trento       |
| 2016     | 6              | 0              | 0              | 6              | 210            | 59             | 0       | 1       | 1       | 13      | 16      | Ottavi di finale     | Knights Sant'Agata    |
| 2017     | 3              | 0              | 3              | 6              | 116            | 167            | 1       | 1       | 2       | 43      | 70      | Quarti di conference | Thunders Trento       |
| 2018     | 4              | 0              | 2              | 6              | 171            | 139            | 0       | 1       | 1       | 26      | 52      | Wild Card            | Aquile Ferrara        |
| 2019     | 3              | 0              | 3              | 6              | 162            | 178            | 0       | 1       | 1       | 24      | 29      | Wild Card            | Leoni Basiliano       |
| 2021     | 0              | 0              | 4              | 4              | 75             | 117            | -       | -       | -       | -       | -       | -                    | -                     |
| Totale   | 36             | 2              | 28             | 66             | 1325           | 1104           | 2       | 6       | 8       | 117     | 232     |                      |                       |

#### Coppa Italia
| Stagione | regular season | regular season | regular season | regular season | regular season | regular season | playoff | playoff | playoff | playoff | playoff | playoff   | playoff          |
|          | Vin            | Par            | Per            | Tot            | PF             | PS             | Vin     | Per     | Tot     | PF      | PS      | risultato | avversaria       |
| -------- | -------------- | -------------- | -------------- | -------------- | -------------- | -------------- | ------- | ------- | ------- | ------- | ------- | --------- | ---------------- |
| 1999     | 2              | 0              | 1              | 3              | 78             | 65             | 1       | 1       | 2       | 44      | 51      | Finale    | Skorpions Varese |
| Totale   | 2              | 0              | 1              | 3              | 78             | 65             | 1       | 1       | 2       | 44      | 51      |           |                  |

#### Campionati giovanili

##### Under 21
| Stagione | regular season | regular season | regular season | regular season | regular season | regular season | playoff | playoff | playoff | playoff | playoff | playoff   | playoff    |
|          | Vin            | Par            | Per            | Tot            | PF             | PS             | Vin     | Per     | Tot     | PF      | PS      | risultato | avversaria |
| -------- | -------------- | -------------- | -------------- | -------------- | -------------- | -------------- | ------- | ------- | ------- | ------- | ------- | --------- | ---------- |
| 1990     | 0              | 0              | 6              | 6              | 26             | 210            | -       | -       | -       | -       | -       |           |            |
| Totale   | 0              | 0              | 6              | 6              | 26             | 210            | 0       | 0       | 0       | 0       |         |           |            |

##### Under 18
| Stagione | regular season | regular season | regular season | regular season | regular season | regular season | playoff | playoff | playoff | playoff | playoff | playoff   | playoff                   |
|          | Vin            | Par            | Per            | Tot            | PF             | PS             | Vin     | Per     | Tot     | PF      | PS      | risultato | avversaria                |
| -------- | -------------- | -------------- | -------------- | -------------- | -------------- | -------------- | ------- | ------- | ------- | ------- | ------- | --------- | ------------------------- |
| 1991     | -              | -              | -              | -              | -              | -              | 1       | 1       | 2       | 41      | 42      | Finale    | Cavalieri Castelli Romani |
| 1992     | 4              | 0              | 0              | 4              | 125            | 12             | 2       | 0       | 2       | 33+?    | 21+?    | Campioni  | Achei Crotone             |
| 1993     | ?              | ?              | ?              | ?              | ?              | ?              | 0+?     | 1+?     | 1+?     | 13+?    | 39+?    | Finale    | Elephants Catania         |
| 1994     | ?              | ?              | ?              | ?              | ?              | ?              | 0+?     | 1+?     | 1+?     | 31+?    | 37+?    | Finale    | Blackstars Palermo        |
| Totale   | 4+?            | 0+?            | 0+?            | 4+?            | 125+?          | 12+?           | 3+?     | 3+?     | 6+?     | 118+?   | 139+?   |           |                           |

### Altri tornei

#### Trofeo Città di Mortara
| Stagione | regular season | regular season | regular season | regular season | regular season | regular season | playoff | playoff | playoff | playoff | playoff | playoff   | playoff        |
|          | Vin            | Par            | Per            | Tot            | PF             | PS             | Vin     | Per     | Tot     | PF      | PS      | risultato | avversaria     |
| -------- | -------------- | -------------- | -------------- | -------------- | -------------- | -------------- | ------- | ------- | ------- | ------- | ------- | --------- | -------------- |
| 1986     | -              | -              | -              | -              | -              | -              | 1       | 2       | 3       | 3+?     | 14+?    | Finale    | Wasps Vigevano |
| Totale   | -              | -              | -              | -              | -              | -              | 1       | 2       | 3       | 3+?     | 14+?    |           |                |

### Riepilogo fasi finali disputate
| Anno | Luogo      | Evento            | Fase del torneo         | Incontro                                       | Risultato  |
| 1986 | Mortara    | Trofeo di Mortara | Finale                  | Cinghiali Piacenza - Wasps Vigevano            | 0 - 2      |
| 1986 | Piacenza   | C Bowl            | Quarti di finale        | Cinghiali Piacenza - Wasps Vigevano            | 0 - 3 o.t. |
| 1987 | Piacenza   | Serie B           | Secondo turno playoff   | Cinghiali Piacenza - Black Knights Rho         | 0 - 6      |
| 1989 | ?          | Superbowl         | Sedicesimi di finale    | Etruschi Pontedera - Cinghiali Piacenza        | 22 - 15    |
| 1990 | ?          | Superbowl         | Trentaduesimi di finale | Grifoni Perugia – Cinghiali Piacenza           | 35 - 12    |
| 1991 | Firenze    | Youthbowl         | Finale                  | Cavalieri Castelli Romani - Nightmare Piacenza | 14 - 0     |
| 1992 | Torino     | Youthbowl         | Finale                  | Achei Crotone – Nightmare Piacenza             | 21 - 33    |
| 1993 | Firenze    | Youthbowl         | Finale                  | Elephants Catania - Nightmare Piacenza         | 39 - 13    |
| 1994 | Firenze    | Youthbowl         | Finale                  | Blackstars Palermo - Nightmare Piacenza        | 37 - 31    |
| 1995 | Colleferro | Superbowl         | Sedicesimi di finale    | Lumberjacks Fiuggi - Nightmare Piacenza        | 20 - 14    |
| 1996 | Roma       | Silverbowl        | Finale                  | Elephants Catania - Nightmare Piacenza         | 20 - 35    |
| 1997 | Piacenza   | Silverbowl        | Finale                  | Nightmare Piacenza - Springjacks Fiuggi        | 21 - 20    |
| 1999 | ?          | Coppa Italia      | Finale                  | Nightmare Piacenza - Skorpions Varese          | 12 - 33    |
| 2014 | Sarzana    | Nine Bowl         | Quarti di finale        | Red Jackets Lunigiana – Wolverines Piacenza    | 54 - 0     |
| 2015 | Piacenza   | Nine Bowl         | Ottavi di finale        | Wolverines Piacenza - Thunders Trento          | 14 - 16    |
| 2016 | Piacenza   | Nine Bowl         | Ottavi di finale        | Wolverines Piacenza - Knights Sant'Agata       | 13 - 16    |
| 2017 | Trento     | Nine Bowl         | Ottavi di finale        | Thunders Trento - Wolverines Piacenza          | 28 - 0     |
| 2018 | Basiliano  | Nine Bowl         | Sedicesimi di finale    | Leoni Basiliano - Wolverines Piacenza          | 29 - 24    |